# Бездушність (Доктор Хаус)
«Бездушність» (англ. Insensitive)  — чотирнадцята серія третього сезону американського телесеріалу «Доктор Хаус». Прем'єра епізоду проходила на каналі FOX 13 лютого 2007. Доктор Хаус і його команда мають врятувати 16-річну дівчину з аналгезією.

## Сюжет
Після аварії 16-річна дівчина Ханна та її мама потрапляють до лікарні. У швидкій Хаус помічає, що у дівчини вроджена аналгезія і наказує команді перевірити її на внутрішні ушкодження. Кадді дозволяє зробити всі тести окрім біопсії, замість неї команда має зробити електроенцефалограму. Проте ні інфекцій, ні внутрішніх переломів не виявляється. Невдовзі у дівчини різко підвищується температура. Так як інфекція неможлива Хаус все ж таки отримує дозвіл на біопсію спинного нерва. Команда вважає, що робити біопсію дуже небезпечно, тому Чейз придумує інший варіант. Через вроджену аналгезію Ханна не може відчувати біль. Але насправді її нервові волокна просто не доходять до мозку. Чейз хоче посилити біль, що Ханна відчула його і сказала де їй болить. Під час одної з процедур у Ханни починається параноя. Вона вилазить на балкон (балкон знаходить на другому поверсі лікарняного холу) і погрожує, що стрибне, якщо не побачить свою маму, яка перебуває в операційній. Раптом вона перестає відчувати ніг і падає на підлогу першого поверху. В результаті вона отримує струс мозку і шість зламаних кісток.
Все вказує на неврологічну проблему і Хаус наполягає на біопсії. Проте Кемерон висуває свою версію — піреотоксичний криз. Хаус звертається до Кадді, щоб та підтвердила діагноз, але ендокринолог спростовує думку Кемерон. Ханні роблять біопсію. Згодом Хаус і команда погоджуються, що проблема в обміні речовин. Тим часом Кемерон відводить Ханну до мами, яка скоро має пережити ще одну операцію. Після розмови у дівчинки починає боліти голово і тести сльози, що не повинно бути при аналгезії. Форман вважає, що біль емоційний, тому Хаус записує новий симптом — провина. В результаті випливає лише один діагноз — лейкемія. Для перевірки пацієнтці роблять біопсію спинного мозку. Але незабаром Хаус розуміє справжню причину погіршення стану. Він вважає, що у Ханни дефіцит В12, але Форман заперечує це, так як у швидкій їй вже давали його і покращення не було. Проте Хаус знає, що його з'їв солітер. Дівчину везуть до операційної і виймають 8-метрового черв'яка.